# 天国までの百マイル
『天国までの百マイル』（てんごくまでのひゃくマイル）は、浅田次郎による日本の小説。

## 概要
- 朝日新聞社（現・朝日新聞出版）の季刊小説誌「小説トリッパー」（1997年秋季号から1998年夏季号）に連載[1]。朝日新聞社から1998年12月に単行本と2000年10月に文庫本を、講談社から2015年8月に文庫本が刊行された[2]。

## 書籍情報
- 単行本：朝日新聞社 1998年11月 ISBN 978-4-02-257295-0
- 文庫版：朝日文庫 2000年10月 ISBN 978-4-02-264248-6
- 文庫版：講談社文庫 2015年8月[2] ISBN 978-4-06-293165-6
- 文庫 新装版：朝日文庫 2021年4月[3] ISBN 978-4-02-264988-1

## 映画

### キャスト
- 城所安男 - 時任三郎
- 城所きぬ江 - 八千草薫
- 水島マリ - 大竹しのぶ
- 英子 - 羽田美智子
- 曽我真太郎 - 柄本明
- 藤本医師 - 村上淳
- 中西社長 - ブラザー・トム
- 野田弁護士 - ベンガル
- 城所高男 - 小野寺昭
- 片山社長 - 筧利夫
- 警官 - 掛田誠
- 経理部長 - 不破万作
- 野田の秘書 - 梓陽子
- 城所優子 - 宮田早苗
- 城所秀男 - 吉田朝
- 春名一郎 - 品川徹
- 小林一也 - 寺島進
- 大学病院会計事務員 - 鈴木仁
- 回想の安男 - 内海卓哉

## テレビドラマ
2001年4月26日、「テレビ東京21世紀特別企画」として放送された。第56回芸術祭優秀賞受賞、2001年日本民間放送連盟賞優秀賞受賞、第19回ATP賞2002優秀賞受賞。

### キャスト（テレビドラマ）
- 城所安男 - 西田敏行
- 水島マリ - 室井滋
- 風吹ジュン
- 城所きぬ江 - 加藤治子
- 柄本明
- 古尾谷雅人
- 平田満
- 清水章吾
- 山口嘉三
- 銀粉蝶
- 水原英子
- 湯浅実
- 小林隆
- 峯村リエ
- 山下啓介
- 三鴨絵里子
- 名取幸政
- 東海林愛美

### スタッフ（テレビドラマ）
- 演出 - 大山勝美
- 脚本 - 松原敏春
- 音楽 - 川崎真弘
- プロデュース - 小川治、小澤俊夫
- 製作 - テレビ東京、カズモ

## 舞台化
- 八木柊一郎脚本の劇団文化座製作で2004年3月に俳優座劇場で初演[5]。2007年12月には日中国交正常化35周年を記念に北京で上演した[6]。